# Spencer Marnhi
Spencer Marnhi (ur. 13 lipca 1980) – papuaski piłkarz grający na pozycji napastnika, reprezentant kraju.

## Kariera reprezentacyjna
Podczas eliminacji do Mistrzostw Świata w 2006 roku, Marnhi reprezentował swój kraj tylko w jednym spotkaniu; był to pojedynek rozegrany 19 maja 2004 r. pomiędzy Papuą-Nowa Gwineą a reprezentacją Samoa, w którym Marnhi wszedł z ławki rezerwowych (70. minuta) zastępując Reginalda Davaniego; jego reprezentacja zwyciężyła nad Samoańczykami (4-1). Był on także rezerwowym w pozostałych meczach tych eliminacji, jakie rozegrała Papua-Nowa Gwinea (Vanuatu, Fidżi, Samoa Amerykańskie, odpowiednio: remis, porażka, zwycięstwo); zawodnicy z tego kraju zajęli trzecie miejsce w tabeli; nie dało im ono awansu do następnej fazy eliminacji. 